# Trebouxiophyceae
Trebouxiophyceae es una clase de algas verdes clorofitas unicelulares. El género más conocido es Chlorella, muy usado en trabajos de laboratorio por su fácil cultivo y es además un potencial alimento.
Un caso evolutivamente extraordinario lo constituye Prototheca, quien perdió sus cloroplastos y en consecuencia su capacidad fotosintética, optando por un modo de vida saprofito o parásito, colonizando plantas, animales o humanos y produciendo la infección denominada prototecosis.